# Juanmi
Juan Miguel Jiménez López (Coín, 20 de maio de 1993) é um futebolista espanhol que atua como atacante. Atualmente joga no Getafe.

## Carreira
Juanmi começou a carreira no Málaga.
Foi comprado em definitivo pelo Getafe em 1 de julho 2025.

## Títulos
Real Betis
- Copa do Rei: 2021–22

Seleção Espanhola
- Campeonato Europeu Sub-19: 2011, 2012